# Leford Green
Pour les articles homonymes, voir Green.
Leford Green (né le 14 novembre 1986) est un athlète jamaïcain, spécialiste du 400 mètres haies. Il évolue au sein du club du Kingston College. C'est un étudiant de l'université Johnson-C.-Smith.

## Carrière

### Palmarès
| Date | Compétition                                      | Lieu     | Résultat | Épreuve     |
| ---- | ------------------------------------------------ | -------- | -------- | ----------- |
| 2007 | Championnats du monde                            | Ōsaka    | 4e       | 4 x 400 m   |
| 2010 | Jeux d'Amérique centrale et des Caraïbes         | Mayagüez | 1er      | 400 m haies |
| 2010 | Jeux d'Amérique centrale et des Caraïbes         | Mayagüez | 1er      | 4 x 400 m   |
| 2011 | Championnats d'Amérique centrale et des Caraïbes | Mayagüez | 1er      | 400 m haies |
| 2011 | Championnats d'Amérique centrale et des Caraïbes | Mayagüez | 3e       | 4 x 400 m   |
| 2011 | Championnats du monde                            | Daegu    | 3e       | 4 x 400 m   |
| 2012 | Jeux olympiques                                  | Londres  | 7e       | 400 m haies |
| 2015 | Jeux panaméricains                               | Toronto  | 6e       | 400 m haies |

### Records
| Épreuve     | Performance     | Lieu      | Date            |
| ----------- | --------------- | --------- | --------------- |
| 200 m       | 20 s 61 (+ 0,6) | Charlotte | 18 mars 2011    |
| 400 m       | 45 s 46         | Kingston  | 26 juin 2011    |
| 400 m haies | 48 s 47         | Mayagüez  | 27 juillet 2010 |